# Wartberg im Mürztal
Wartberg im Mürztal è una frazione di 2 051 abitanti del comune austriaco di Sankt Barbara im Mürztal, nel distretto di Bruck-Mürzzuschlag (Stiria). Già comune autonomo, il 1º gennaio 2015 è stato fuso con i comuni di Mitterdorf im Mürztal e Veitsch per costituire il nuovo comune mercato (Marktgemeinde).